# NGC 300
NGC 300 je galaksija u zviježđu Kipar.

## Vanjske poveznice
- SEDS: NGC 300